# Rock City (album de Riot)
Albums de Riot
Narita
(1979)
Singles
1. Warrior
Sortie : 1977
2. Rock City
Sortie : 1978

Rock City est le premier album du groupe de heavy metal new-yorkais Riot. Il est sorti le 10 novembre 1977 sur le label Ariola et a été produit par Steve Loeb, Billy Arnell et Richard Alexander.

## Historique
En 1975, Riot vient d'enregistrer une démo de trois chansons et se cherche un nouveau guitariste et bientôt un nouveau bassiste, Phil Feit vient de quitter le groupe. Louis Antonious Kouvaris, un guitariste d'origine grecque, est auditionné et rejoint le groupe. Phil Feit est remplacé par Jimmy Iommi et le line up du groupe qui enregistra cet album est constitué.
Le groupe enregistre quatre nouveaux titres pour une compilation regroupant des groupes new-yorkais. La démo fut présentée au Midem de Cannes par ses producteurs et ses derniers arrivèrent à signer des contrats de distributions avec Victor Records au Japon, Attic Records au Canada et Ariola en Europe. L'idée de figurer sur la compilation fut abandonnée et le groupe signa avec Firesign Records aux USA pour l'enregistrement de son premier album .
L'album fut rapidement enregistré aux Greene Street Recording studios de SoHo, appelé Big Apple Recording Studio sur le verso de la pochette de l'album. L'enregistrement ne dura que trois à quatre semaines, overdubs compris, les titres avaient été largement répétés et rodés dans les clubs de New York, Brooklyn et du New Jersey.
Les titres Warrior et Rock City sortiront en singles, mais au Japon uniquement,.

## Liste des titres
Face 1
| No | Titre       | Auteur                              | Durée |
| -- | ----------- | ----------------------------------- | ----- |
| 1. | Desperation | Guy Speranza, Mark Reale, Phil Feit | 2:43  |
| 2. | Warrior     | Speranza, Reale, Steve Costello     | 3:50  |
| 3. | Rock City   | Speranza, Reale, Feit               | 3:27  |
| 4. | Overdrive   | Speranza, Reale                     | 4:10  |

Face 2
| No | Titre              | Auteur                | Durée |
| -- | ------------------ | --------------------- | ----- |
| 5. | Angel              | Speranza, Reale, Feit | 3:36  |
| 6. | Tokyo Rose         | Speranza, Reale       | 4:19  |
| 7. | Heart of Fire      | Speranza, Reale       | 3:00  |
| 8. | Gypsy Queen        | Speranza, Reale       | 3:55  |
| 9. | This Is What I Get | Speranza, Reale       | 4:12  |

## Musiciens
- Guy Speranza : chant, percussions
- Mark Reale : guitare, chœurs
- L.A. Kouvaris : guitare
- Peter Bitelli : batterie, percussions
- Jimmy Iommi : basse